# Muhàmmad ibn Saru al-Mútazz
Muhàmmad ibn Saru al-Mútazz fou emir midràrida de Sigilmasa.
Era fill de Saru i net d'Abu-Màlik al-Múntassir ibn al-Yassa, i cosí del seu antecessor Àhmad ibn Thakiyya i era favorable als fatimites.
El 921 el governador fatimita de Tahart, general Massala ibn Habus, es va presentar a Sigilmasa que va assetjar (maig) i va ocupar (juny), i el va posar al tron. Va governar amb lleialtat als fatimites fins a la seva mort el 933/934.
El va succeir el seu fill Abu-l-Múntassir Muhàmmad ibn Muhàmmad.